# Biała (gromada w powiecie łódzkim)
Biała – dawna gromada, czyli najmniejsza jednostka podziału terytorialnego Polskiej Rzeczypospolitej Ludowej w latach 1954–1972.
Gromady, z gromadzkimi radami narodowymi (GRN) jako organami władzy najniższego stopnia na wsi, funkcjonowały od reformy reorganizującej administrację wiejską przeprowadzonej jesienią 1954 do momentu ich zniesienia z dniem 1 stycznia 1973, tym samym wypierając organizację gminną w latach 1954–1972.
Gromadę Biała siedzibą GRN w Białej utworzono – jako jedną z 8759 gromad na obszarze Polski – w powiecie brzezińskim w woj. łódzkim, na mocy uchwały nr 29/54 WRN w Łodzi z dnia 4 października 1954. W skład jednostki weszły obszary dotychczasowych gromad Biała, Warszyce, Jasionka, Biesiekierz Rudny (z wyłączeniem wsi Romanów) i Kębliny (z wyłączeniem wsi Florianów i wsi Moszczenica) oraz osiedle Budy z dotychczasowej gromady Biesiekierz Nawojowy ze zniesionej gminy Biała w powiecie brzezińskim; kolonia Jeżewo z dotychczasowej gromady Szczawin kolonia ze zniesionej gminy Dobra w powiecie brzezińskim; obszar dotychczasowej gromady Bądków ze zniesionej gminy Rogóźno w powiecie łęczyckim; a także obszar dotychczasowej gromady Dzierżązna oraz wieś Leonów z dotychczasowej gromady Ciosny ze zniesionej gminy Lućmierz w powiecie łódzkim. Dla gromady ustalono 21 członków gromadzkiej rady narodowej.
1 lipca 1956 gromadę włączono do powiatu łódzkiego w tymże województwie.
1 stycznia 1959 do gromady Biała przyłączono wsie Władysławów, Wały, Rudno, Wola Rogozińska, Bisiekierz-Górzewo i Bisiekierz Nawojowy, kolonię Bisiekierz Nawojowy i parcelę Górzewo ze znoszonej gromady Lorenki w powiecie łęczyckim.
31 grudnia 1959 do gromady Biała przyłączono osadę Moszczenica ze znoszonej gromady Swędów w powiecie brzezińskim (woj. łódzkie).
Gromada przetrwała do końca 1972 roku, czyli do kolejnej reformy gminnej.